# Ruisrock
Ruisrock — рок-фестиваль, що проводиться щорічно на острові Руіссало в Турку, Фінляндія. Ruisrock, заснований у 1970 році, є другим найстарішим рок-фестивалем у Європі (після Pinkpop) і найстарішим у Фінляндії. Через економічні проблеми організатора фестиваль залучав міжнародних артистів протягом усього свого існування, за винятком початку 2000-х (десятиліття).

## Історія
Фестивальна територія поділена на дві секції: Niittyalue ("ділянка лук") і Ranta-alue ("ділянка пляжу").
У 2005 році, коли на фестивалі виступав німецький індастріал-метал-гурт Rammstein, фестиваль відвідало 71 000 відвідувачів. За останні роки кількість відвідувачів коливалася в районі 70 000. Однак історичний рекорд був встановлений у 1971 році, коли на фестивалі було близько 100 000 відвідувачів, а виступали такі виконавці, як Canned Heat.
У 2009 році фестиваль відзначився зростанням відвідуваності, коли протягом 3 днів його відвідало 92 000 відвідувачів. У 2009 році на фестивалі виступали такі музичні групи, як Slipknot, Disturbed, Faith No More, Mew, In Flames, Volbeat, Glasvegas, The Sounds, D'espairsRay, а також популярні вітчизняні виконавці, зокрема Children of Bodom, HIM, Eppu Normaali, Tehosekoitin, включаючи останній живий виступ The Crash.
У 2010 році фестиваль святкував своє 40-річчя, на якому грали такі популярні артисти, як Слеш і Оззі Осборн.
У 2016 році з'явилося три повідомлення про зґвалтування, які сталися на фестивалі, і ще два про сексуальні домагання. Фінська поліція все ще розслідує ці заяви.
У 2017, 2018 та 2019 роках фестиваль збирав 105 000 людей у Народному парку Руіссало протягом вихідних, і всі три дні були аншлагові кожного з трьох років. Ruisrocki 2020 і 2021 років були скасовані через пандемію коронавірусу.
Інші відомі гурти, які грали на Ruisrock: Colosseum (1970), Family (1970), The Kinks (1971), Canned Heat (1971), Fairport Convention (1971), The Jeff Beck Group (1971), Pink Fairies (1971), Uriah Heep (1972 і 1978), MC5 (1972), Lindisfarne (1972), Status Quo (1973), Nazareth (1974), Procol Harum (1974), Mahavishnu Orchestra (1975), Sensational Alex Harvey Band (1976), Чак Беррі (1976), Thin Lizzy (1977), The Boomtown Rats (1978), The Clash (1979), The Jam (1980), The Selecter (1980), UB40 (1981), Girlschool (1981), U2 (1982), Whitesnake (1983), The Alarm (1984), Ніна Хаген (1984), The Cure (1985), The Damned (1986), The Pretenders (1987), The Stranglers (1988), Tanita Tikaram (1989), Georgia Satellites (1989), Soundgarden (1990), Боб Ділан (1990), Midnight Oil (1990), Billy Idol (1991), Nirvana (1992), Faith No More (1993), Кріс Айзек (1993), Jethro Tull (1993), Aerosmith (1994), Simple Minds (1995), Bon Jovi (1995), Blur (1996), Pulp (1996), Ніл Янг (1996), Девід Боуї (1997), Стінг (1997), Nick Cave and the Bad Seeds (1997), Pet Shop Boys (1997), Beastie Boys (1998), The Jesus and Mary Chain (1998), Metallica (1999), Ministry (1999), Blondie (1999), Oasis (2000), Iron Maiden (2000), Lou Reed (2000), Hellacopters (2001), Kent (2002), Manic Street Preachers (2003), Dio (2003), The Cardigans (2003), Motörhead (2004), Stray Cats (2004), Hawkwind (2004), Within Temptation (2005), Rammstein (2005), New York Dolls (2006), Morrissey (2006), Tool (2006), Flogging Molly (2006), Saxon (2006), Opeth (2006), Billy Talent (2007), Interpol (2008), Primal Scream (2008), Bullet for My Valentine (2008), Anti-Flag (2008), Slipknot (2009), Volbeat ( 2009), Canned Heat (2010), Ozzy Osbourne (2010), NOFX (2010), The Specials (2010), Amon Amarth (2010), The National (2011), Nekromantix (2011), Paramore (2011), Suicidal Tendencies (2012), Pulp (2012), Bloc Party (2012), Amorphis (2013), The Sounds (2013), Editors (2013), The Offspring (2014), Suede (2014).